# Гершенович, Марина Иосифовна
Марина Иосифовна Гершенович (род. 28 сентября 1960, Новосибирск) — поэтесса, переводчица, автор-исполнитель.

## Биография
Марина Гершенович родилась 28 сентября 1960 года в Новосибирске. Марина Гершенович живёт в Дюссельдорфе (Германия). Близка к миру российской авторской песни: стихи Гершенович поют такие исполнители, как Елена Фролова, Валентина Пономарёва, Евгения Логвинова. Пишет песни с 1978. При поддержке творческого объединения авторской песни «АЗиЯ» издан сборник «Книга на четверых» (Санкт-Петербург, 2005), включающий произведения Гершенович, Аркадия Сурова, Михаила Басина и Павла Шкарина.

## Участие в творческих и общественных организациях
- Член Содружества русскоязычных литераторов Германии (СЛоГ)[1]

## Награды
Марина Гершенович — обладательница «Золотой короны», главного приза международного поэтического конкурса «Пушкин в Британии», лауреат Грушинского фестиваля.

## Изданные книги
- Разговоры на распутье / обложка: Т.Миллер. — Новосибирск: «Литературный фонд», 1995. — 128 с.
- В поисках ангела / Иллюстрации, обложка: Т.Миллер. — СПб.: Издательство «Вита Нова», 2002. — 144 с. — ISBN 5-93898-020-8.
- Книга на четверых / Художественное оформление: И.Болотина. — СПб.: Издательство Сергея Ходова, 2005. — 208 с. — ISBN 5-98456-017-8.
- Маша Калеко. Жизнь и стихи» / Перевод с немецкого, Художественное оформление: М.Андрухина. — Кишинёв: Depozit en Gros, 2007. — 240 с. — ISBN 978-9975-9880-2-5.
- Auf der Suche nach dem Engel/В поисках ангела / Переводчик: Erich Ahrndt; Иллюстрации, обложка: Т.Миллер. — Германия.: Leipziger Literaturverlag, 2021. — 250 с. — ISBN 978-3-86660-263-2.